# Ampulicidae
Ampulicidae ist eine Familie der Grabwespen (Spheciformes). Sie ist in Europa mit fünf Arten in zwei Gattungen vertreten. Die Gruppe wird von manchen Autoren als Unterfamilie der Familie Sphecidae betrachtet, ihre taxonomische Stellung ist bislang nicht vollständig geklärt. Äußerlich haben die Wespen Ähnlichkeit mit denen der Tribus Sceliphrini innerhalb der Sphecidae.

## Merkmale
Die Tiere sind an ihrem sehr langgestreckten Prothorax und den über das ganze Mesonotum verlaufenden Längsfurchen (Parapsiden) erkennbar. Ihre Humeraltuberkel reichen bis an die Tegulae, die Deckschuppen der Flügelbasis.

## Vorkommen und Lebensraum
Die Ampulicidae sind weltweit verbreitet, wobei ihr Verbreitungsschwerpunkt in den Tropen liegt.

## Lebensweise
Die Lebensweise der Vertreter der Ampulicidae wird als sehr ursprünglich angesehen. Sie graben anders als die übrigen Grabwespen keine Nester. Die Larvennahrung besteht aus ein bis zwei Schaben, die in einen bereits vorhandenen Hohlraum in der Erde, unter Baumrinde, in Totholz oder in verlassene Nester von Hautflüglern eingebracht werden. Der verwendete Hohlraum wird nach der Verproviantierung und Eiablage mit Holzstückchen, Erde oder Steinchen gut verschlossen. Die Wespen betäuben ihre Beutetiere mit einem Stich nur leicht. Sie werden dann mit den Mandibeln an den Fühlerbasen, den Beinen oder auch am Prothorax gepackt und rückwärts gehend ins Nest gezerrt. Dieser Beutetransport unterscheidet die Familie ebenfalls von den übrigen Grabwespen. Dieses Verhalten tritt ansonsten lediglich bei den Wegwespen (Pompilidae) auf.

## Systematik
Im Folgenden werden alle derzeit anerkannten rezenten Subtaxa bis hinunter zur Gattung sowie die europäischen Arten aufgelistet:
- Unterfamilie Ampulicinae Shuckard, 1840
  - Tribus Ampulicini Shuckard, 1840
    - Gattung Ampulex Jurine, 1807
      - Ampulex fasciata Jurine, 1807
      - Ampulex ruficollis Cameron, 1888

    - Gattung Trirogma Westwood, 1841
- Unterfamilie Dolichurinae Dahlbom, 1842
  - Tribus Aphelotomini Ohl and Spahn, 2009
    - Gattung Aphelotoma Westwood, 1841
    - Gattung Riekefella Özdikmen, 2005

  - Tribus Dolichurini Dahlbom, 1842
    - Gattung Dolichurus Latreille, 1809
      - Dolichurus bicolor Lepeletier, 1845
      - Dolichurus corniculus (Spinola, 1808)
      - Dolichurus haemorrhous A. Costa, 1886

    - Gattung Paradolichurus Williams, 1960

### Außereuropäische Arten (Auswahl)
- Juwelwespe (Ampulex compressa) (Fabricius, 1781)
- Ampulex dementor Ohl, 2014

## Belege